# Pontatico
Il pontatico era un antico tributo feudale, di entità prestabilita, corrisposto per il passaggio di ponti doganali o di proprietà privata.

## Etimologia
Il termine deriva dal latino tardo pontaticum, dalla parola pont(em) e dal suffisso feudale -àticum.